# トルクメニスタン海軍

トルクメニスタン海軍旗

トルクメニスタン海軍は、トルクメニスタン軍の海軍組織。総員約2千人。
主要基地は、テュルクメンバシ（旧クラスノヴォーツク）であり、アムダリア川河岸のケリフに河川小艦隊基地がある。

## 装備
他国から納入・譲渡・長期間でのリースによるものが大半。
「カルカン-M」（Калкан-М）級哨戒艇×10隻（全長10m、兵装：大口径機関銃及び「ストレラ」型携帯式防空手段。4隻が納入済み）、並びにより強力な「グリフ」（Гриф）（又は輸出型の「コンドル」（Кондор））級軍用艇（全長24m、数基の大口径機関銃、30mm機関砲、並びに軽魚雷を装備できる。）×10隻をウクライナから納入。
「メリデン」級舟艇（全長25m）×2隻をアメリカから譲渡。
沿岸警備艇×4隻、駆逐艦×1隻がイランから長期でのリース。
同国独自のものでは測量艦×4隻、戦闘舟艇×5隻を保有。